# Jati (Sumberlawang)
Jati is een bestuurslaag in het regentschap Sragen van de provincie Midden-Java, Indonesië. Jati telt 3898 inwoners (volkstelling 2010).